# グールド (通貨)
グールド（フランス語：Gourde ハイチ語：goud）はハイチの通貨単位。ISO 4217によるコードはHTG。100サンチーム(centimes)に分割できる。

## 概要
1912年からしばらくの間は、5グールド＝1ドルの固定レートであった。そのため、5グールドで「ハイチ・ドル」という名称があった。同様に5サンチームは「ハイチ・ペニー」（ペニーは1セント銅貨の意味）と呼ばれていた。実際に、価格表示は「ハイチ・ドル」で表示されていたことも多かった。
1グールド＝0.87円である。(2023年2月5日現在)